# Montbron
Montbron település Franciaországban, Charente megyében. Lakosainak száma 1995 fő (2022. január 1.). Montbron Écuras, Eymouthiers, Feuillade, Marthon, Mazerolles, Orgedeuil, Rouzède, Saint-Sornin, Vouthon és Varaignes községekkel határos.

## Népesség
A település népességének változása:
| Lakosok száma | 2383 | 2604 | 2422 | 2145 | 2141 | 2060 | 2028 | 2009 | 2001 | 1995 |
|               | 1968 | 1982 | 1990 | 2006 | 2013 | 2015 | 2017 | 2019 | 2020 | 2022 |